# 割腕
割腕是用利器割伤手腕，如用作自殺則又稱割脈。
割腕自殺的主要目的是割伤桡动脉造成出血，傷勢嚴重會因失血性休克而死亡。而有些人割腕並非有意尋死，而是一種自殘行為。
據溥儀回憶錄，其在1950年代遭蘇聯驅返中國時一度有意自殺，遂於哈爾濱車站休息室在熱水中割腕，以防酷寒使血液結凍。
割脈也稱切脈， 但要注意的是：在這個情況，「切脈」的讀音是陰平：ㄑㄧㄝ　 ㄇ　ㄞˋ，而去聲：ㄑㄧㄝˋ ㄇ　ㄞˋ則指中醫四診「望聞問切」裡的「切」，即「把脈」、「號脈」。

## 外部連結
相關短片：【美國劇情】Curfew 宵禁  （页面存档备份，存于）